# Aplastodiscus albofrenatus
Espèce
Synonymes
- Hyla albofrenata Lutz, 1924

Statut de conservation UICN

 LC  : Préoccupation mineure
Aplastodiscus albofrenatus est une espèce d'amphibiens de la famille des Hylidae.

## Répartition
Cette espèce est endémique de l'État de Rio de Janeiro au Brésil. Elle se rencontre au-dessus de 800 m d'altitude,.

## Publication originale
- Lutz, 1924 : Sur les rainettes des environs de Rio de Janeiro. Comptes Rendus des Séances de la Société de Biologie et de ses Filiales, Paris, vol. 90, p. 241.